# Oculina virgosa
Espèce
Oculina virgosa est une espèce de coraux appartenant à la famille des Oculinidae.